# فولاذ

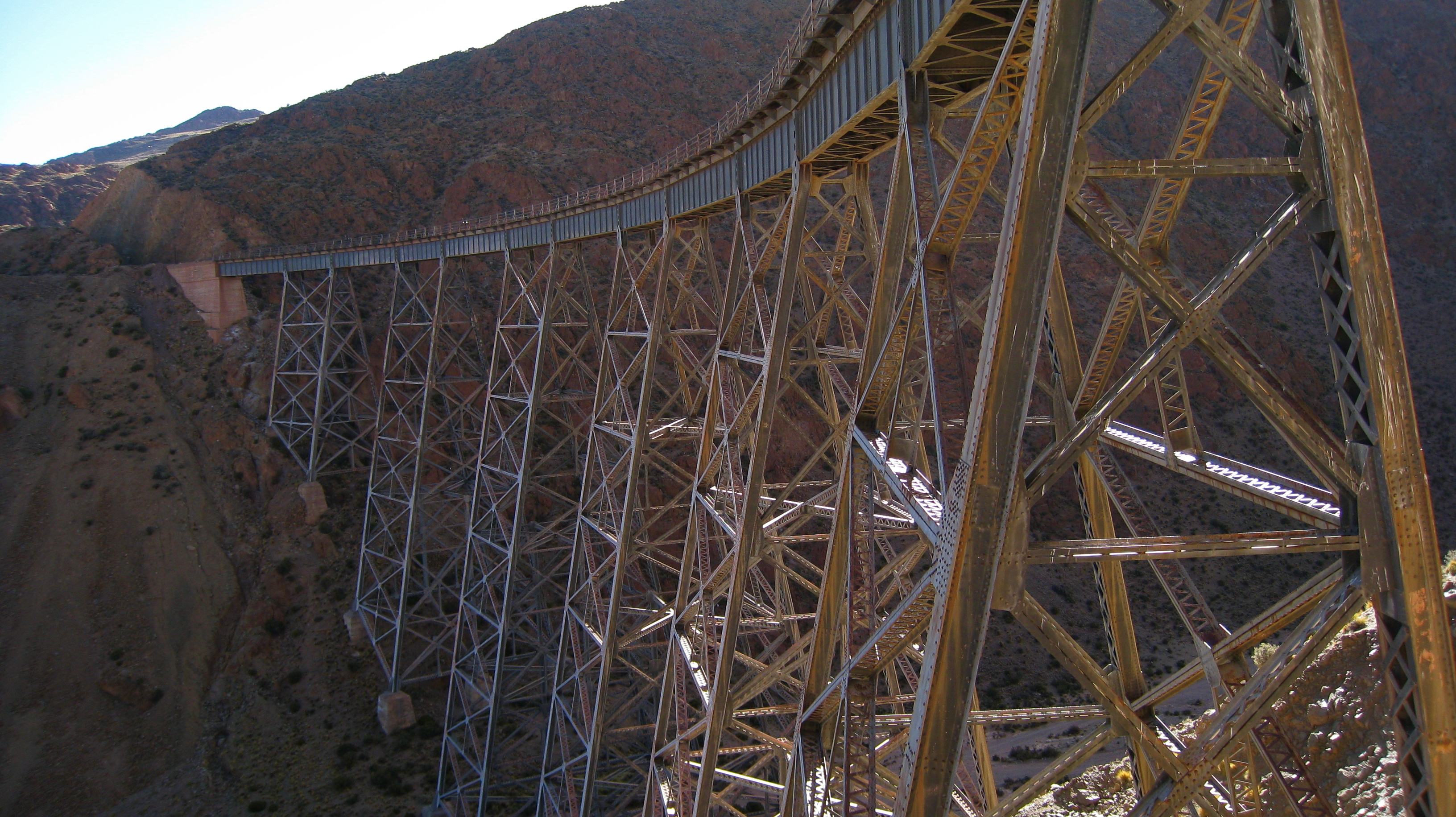
جسر مصنوع من الحديد الصلب (الفولاذ).

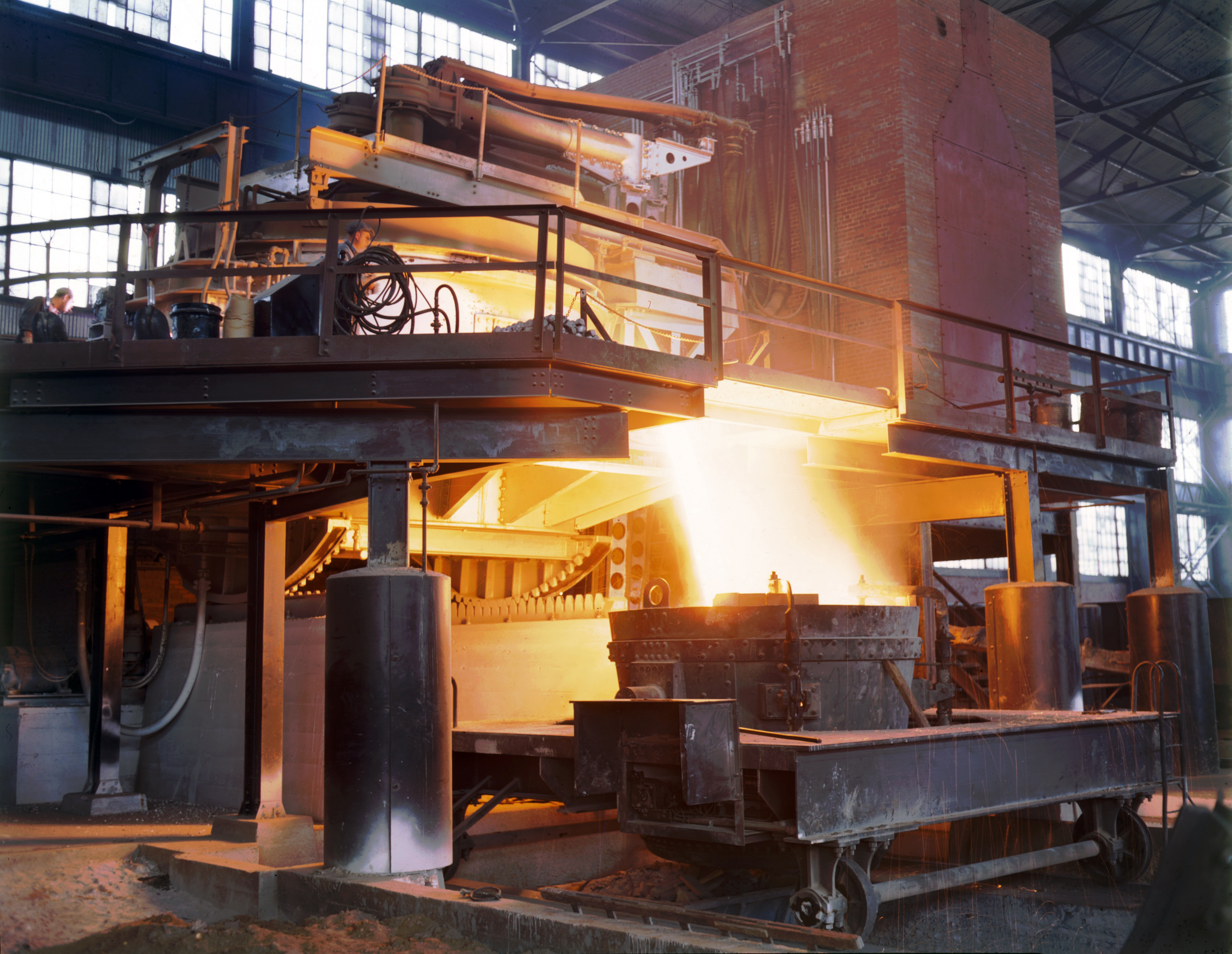
فرن كهربائي لإنتاج الصلب

الفولاذ أو الصُّلْب هو خليط معدني من الحديد والكربون. ويحتوي على إضافات من الكربون تتراوح بين (0.2% - 2.0%) من وزن السبيكة حسب نوع السبيكة، وهو يعتبر العنصر المضاف الأساسي في سبائك الصلب. إذا زادت نسبة الكربون في الحديد عن 2.1 % يصبح هشا ويسمى في تلك الحالة حديد زهر. 
تحتوي سبائك الصلب على نسب من معادن أخرى مثل النيكل والكروم والفانديوم والسيليكون والموليبدينيوم والفسفور والكبريت وغيرها من العناصر الأخرى. يقوم الكربون وعناصر أخرى بتقسية الصلب، ومنع طبقات الحديد في البنية البلورية من الانزلاق فوق بعضها البعض (الانخلاع). باختلاف العناصر المضافة لسبائك الصلب وشكل وجودها في الصلب (كعناصر ذائبة في المعدن أو كترسبات في المعدن)، تختلف خواص السبائك مثل الصلادة والمرونة ومقاومة السبيكة للشد في سبيكة الصلب الناتجة عن تلك الإضافات. أصل كلمة فولاذ غير عربي وهي مأخوذة ربما من الفارسية [پولاد] أو الآرامية [فلدا] أو العبرية [فِلده] وكلها بمعنى حديد 

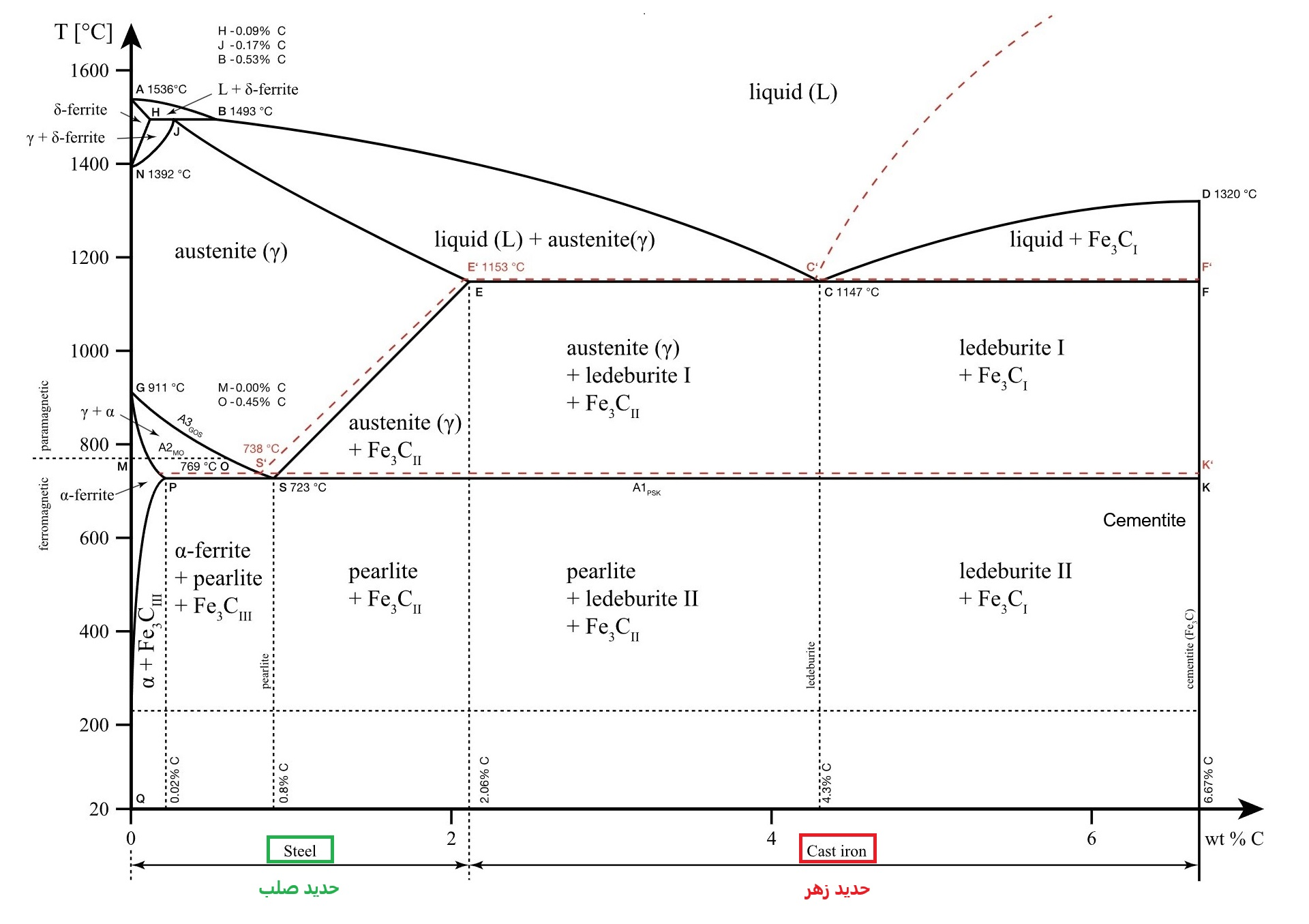
مخطط طور الحديد والكربون وتظهر منطقة الصلب باسفل اليسار

يتم استخلاص الحديد من خاماته من خلال إزالة الأكسجين من أكاسيد الحديد وإضافة عناصر مثل الكربون. هذه العملية تعرف باسم الصهر (بالإنجليزية: smelting)، من المهم أن تتم عملية الصهر في وسط فقير بالأكسجين حيث أن معدل تأكسد الحديد يتزايد بسرعة فوق 800 درجة مئوية. يذيب الحديد السائل الكربون بسهولة، مكونة سبائك تسمى تجاريًا تماسيح الحديد (بالإنجليزية: pig iron)، التي تحتوي على نسب من الكربون تتجاوز 4%، فلا يمكن تصنيفها على أنها «صلب». تتم إزالة الكربون الزائد والشوائب الأخرى في عمليات لاحقة.
غالبًا ما يتم إضافة عناصر أخرى لسبائك الصلب لتحسين الخصائص المطلوبة. فعلى سبيل المثال، يضاف النيكل والمنجنيز للصلب لتحسين قوة الشد وتثبيت طور الأوستينيت في درجة حرارة الغرفة، والكروم يزيد صلادة الصلب ويرفع درجة حرارة انصهاره، أما الفاناديوم أيضا يزيد الصلادة مع تقليل آثار الكلال. لمنع تآكل الصلب، يضاف الكروم بنسبة لا تقل عن 12 ٪ لتكوين طبقة غير نافذة من أكسيد الكروم Cr2O3 على سطح المعدن، وهو ما يعرف بالصلب الذي لا يصدأ (بالإنجليزية: stainless steel). يتحد التنجستن مع السمنتيت، مما يسمح بتشكيل طور المارتنسيت حتى مع معدلات تبريد بطيئة، في صلب التشغيل (بالإنجليزية: high speed steel). أما الكبريت والنيتروجين والفوسفور فهي تجعل الصلب أكثر هشاشة، وبالتالي يجب إزالة هذه العناصر من الخام أثناء عملية الصهر.
تتغير كثافة الصلب حسب نسب العناصر المضافة إليه وتتراوح بين 7.75 و 8 جم/سم3.
يمكن لخليط من الحديد والكربون أن يتواجد على عدة هيئات، تختلف عن بعضها تمامًا في الخصائص. ففي درجة حرارة الغرفة، يكون الشكل الأكثر استقرارا من خليط الحديد والكربون هو نظام بلوري مكعب مركزي الجسم (الفريت)، وهي مادة لينة نوعاً ما يمكن أن تحتوي على تركيزات صغيرة من الكربون لا تزيد عن 0.021٪ عند 723 درجة مئوية، وفقط 0.005٪ عند الصفر المئوي. إما إذا إحتوي على الخليط على كربون أكثر من 0.021٪ فإن تشكيل الخليط يتحول إلى المكعب مركزي الوجه (الأوستينيت)، وهي أيضا مادة لينة ولكن أقل من الفريت ويمكنها أن تحتوي على كربون حتى 2.1٪ عند 1148 درجة مئوية، والتي تمثل أكثر كمية كربون يمكن تواجدها في الصلب.
يسمى الصلب الذي يحتوي على الكربون أقل من 0.8٪ باسم الصلب الهيبو-إيوتكتودي (بالإنجليزية: hypoeutectoid steel)، عندما يبرد هذا الصلب من طور الأوستنيت، ينفصل عن الأوستنيت طور الفريت (الفقير بالكربون)، مما يؤدى إلى وجود فائض من الكربون، فيسمح ذلك بتكون طور جديد وهو السمنتيت، فيتكون خليط جديد من الفريت والسمنتيت، ولن يغلب عليه الفريت كلما قلت نسبة الكربون في الصلب. هذا السمنتيت هو مركب معدني صلب وهش رمزه الكيميائي هو Fe3C.
في نقطة الإيوتكتويد (0.8% كربون)، يسمي الخليط الناتج عن تبريد الصلب من طور الأوستنيت بالبرليت، وهو خليط متناسق من الفيريت والسمنتيت. وكلما زادت نسبة الكربون يصبح الخليط الناتج من البرليت والسمنتيت، ويغلب عليه السمنتيت كلما اقتربت نسبة الكربون من 2.1% كربون.
ولعل أهم الأطوار التي يتواجد عليها الصلب هو المارتنسيت، وهو طور شبه مستقر لكنه أقوى بكثير من أطوار الصلب الأخرى. يتكون المارتنسيت عند تبريد الصلب تبريدًا مفاجئًا وهو في طور الأوستنيت وفلا يتحول من النظام البللوري الذي تتوسطه كل وجه فيه ذرة (FCC) إلى النظام البللوري الذي تتوسطه ذرة (BCC)، وذلك لأن الذرات «تتجمد» في مكانها عند تغير البنية الداخلية للصلب، لكن ذلك لا يحدث سوى عندما تكون نسبة الكربون أكثر من 0.2%، فيتكون نظام بللوري جديد وهو النظام البلوري الرباعي، أما دون تلك النسبة فيتكون الفريت.
كثافة المارتنسيت أقل كثافة الأوستينيت الذي تكون منه، أي أن أثناء التحول حدث تغير في الحجم عن طريق التمدد. الإجهادات الداخلية التي تكونت من هذا التحول، كانت انضغاط في بلورات المارتنسيت مع إجهاد شد على بلورات الفريت المتكونة مع إجهاد قص على كلا الطورين. إذا لم يتم التبريد الفاجئ بطريقة صحيحة، قد ينتج عنه كسر في الصلب بسبب زيادة تركيز الإجهادات الداخلية في منطقة دون الأخرى، أو قد تتكون شروخ ناتجة عن التبريد المفاجئ والعديد من العيوب الأخرى التي قد لا ترى بالعين المجردة.

### المعالجة الحرارية
هناك العديد من عمليات المعالجة الحرارية التي تستخدم لمعالجة الصلب، لعل أكثرها شيوعًا هو التخمير والتبريد المفاجئ والتطبيع. تتم عملية التخمير بتسخين الصلب إلى درجة حرارة عالية بما فيه الكفاية لجعله طرياً، ثم يمر الصلب بثلاث مراحل: إعادة الاندماج ثم إعادة التبلور ثم نمو الحبيبات. تختلف درجة الحرارة المطلوبة للتخمير حسب نوع الصلب والعناصر التي تكون السبيكة.
أما عملية التبريد المفاجئ والتليين فتتم بتسخين الصلب حتى يتكون طور الأوستينيت، ثم تبريده في الماء أو الزيت. ينتج عن تلك العملية طور المارتنسيت الصلد والهش. ثم يتم تليين الصلب عن طريق تسخينه عند درجة حرارة معينة لا تتجاوز الـ 650 ° م، وتركه لفترة مناسبة ثم تركه ليبرد داخل فرن المعالجة الحرارية، لذا فهي تعتبر نوعاً خاصاً من عملية التخمير. ينتج عن تلك العملية تكون بعض السمنتيت منفصلاً عن المارتنسيت، مما يقلل من الإجهادات الداخلية، ويجعل الصلب أكثر مرونة ومقاومة للكسر.

## إنتاج الصلب

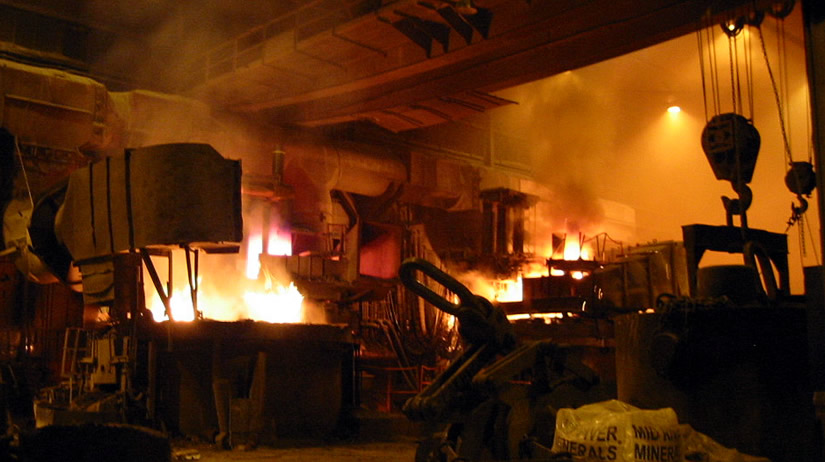
مصنع صلب به فرنيّ قوس كهربائي

يتم صهر الحديد من خامته من خلال عمليات أوليّة، فينتج حديد يحتوي على كربون أكثر من المرغوب فيه، وليصبح صلباً، يعاد صهره ليضاف إليه عناصر تقلل نسبة الكربون إلى الحد المطلوب، بالأضافة للعناصر السبائكية الأخرى. يصب المصهور بعد ذلك صبًا مستمرًا في ألواح طويلة أو يسبك في قوالب. يعاد تسخين القوالب في أفران للتسخين ثم تدرفل لأشكال أوليّة مختلفة كالبليت ومكعبات الصلب. تدرفل البليت بعد ذلك إما باردةً أو ساخنةً، لإنتاج ألواح وقضبان وأسلاك الصلب. أما مكعبات الصلب فتدرفل إلى صلب الهياكل مثل قطاعات الصلب التي تستخدم في الصناعات الحديدية أو قضبان السكك الحديدية. في بعض المصانع الحديثة، تتم هذه العمليات في خط إنتاج واحد يبدأ بخام الحديد وينتهي بإنتاج الصلب. أحياناً يعالج الصلب حرارياً لتحسين خواص الصلب قبل درفلته، ولكن هذا يحدث نادراً.

## دورة الإنتاج خلال فرن القوس الكهربائي

### الخردة
و للخردة تصنيفات متعددة: فمنها الخردة الخفيفة والثقيلة، ومنها المختلطة مع الجلخ Slag Mix والمرتجعة كمنتجات معيبة Home Return، وخردة الحرب وغيرها، لذا يجب أن تمر الخردة بمراحل فرز وإعداد جيدة قبل شحنها في الفرن، وذلك لإزالة أي شوائب غريبة قد تضر بالفرن أو بعملية الإنتاج أو جودة المنتج كالمواد العازلة (الخشب والبلاستيك والكاوتشوك...) وكذلك الخردة كبيرة الحجم والطويلة بشكل غير ملائم لشحن السلة بالفرن (يجب تقطيعها بشكل ملائم أولاً قبل شحنها) والمواد الضارة بحراريات الفرن (كالرصاص والرمل...) والمؤثرة على تركيب المنتج النهائي (كالنحاس والفسفور والكبريت...) وكذلك المواد القابلة للانفجار (كالقنابل والذخيرة والأوعية المغلقة كأنابيب الغاز والتي يجب فتحها وتقطيعها أولاً).

### الاعتبارات التي يجب مراعاتها عند تصميم السلة الخاصة بشحن الفرن
ألا تزيد النسبة بين حجم السلة وحجم الغلاف المعدني للفرن عن 85%. ألا تزيد النسبة بين قطر السلة وقطر الفرن عن 90%، وذلك لتجنب سقوط الخردة خارج الفرن أثناء عملية الشحن. كلما قل عدد مرات الشحن لكل صبة/ فإن زمن تعطل الفرن للشحن يصبح أقل، كما أن الفقد الحراري أثناء فتح وغلق سقف الفرن يصبح أقل.

### الحديد المختزل بالطريقة المباشرة
و يشار إليه بالرمز (Direct Reduced Iron –DRI)، ويتم الحصول عليه عن طريق استكمال عملية اختزال كرات أكسيد الحديد (Oxide Pellets) بتمرير الميثان أو الغاز الطبيعي (CH4) عليها في درجات حرارة حرارة ما بين (950-1050) درجة مئوية خلال أفران معينة من شهرها فرن «مدركس (MIDREX)»، هذا الغاز الطبيعي يمثل مصدر الكربون اللازم لعملية اختزال الخام في صورته الصلبة المباشرة دون صهره؛ (لذلك تسمى تلك الطريقة بطريقة الاختزال المباشر). و عملية الاختزال ما هي إلا تقليل أو (اختزال) لنسبة الاكسجين داخل خام أكسيد الحديد؛ وبالتالي زيادة نسبة الحديد أو التمعدن على حساب ذلك، وذلك عن طريق وجود عامل مختزل، عبارة عن خليط من الغازات (الهيدروجين وأول وثاني أكسيد الكربون)، تقوم بالإتحاد مع هذا الأكسجين مستهلكة إياه، وتحويله مع من أكسجين متحد مع الحديد (أكسيد حديد)؛ إلى أكسجين ولكن متحد مع هذا العامل المختزل تاركة الحديد في شكل حر و الحديد الناتج عبارة عن مكورات حدبد تسمى بالحديد الإسفنجي، ولكي يكون الحدي الإسفنجي مناسب لفرن القوس الكهربائي؛ يجب أن تتوافر فيه الشروط الآتية: حجم الحبيبات يتراوح من 9 مم إلى 16 مم. نسبة الحديد لا تقل عن 84%. نسبة الكربون لا تقل عن 1.2%.
و يتم نغدية الـ (DRI) إلى مصنع الصلب بصورة مستمرة عن طريق سيور خاصة قادمة من مصانع الاختزال المباشر، ثم يتم تخزينه في صوامع (Silos)؛ ثم ينتقل منها بسيور أخرى إلى مصنع الصلب ليتم تغذيته عن طريق الـ (Chuter) إلى فتحة التغذية الموجودة بسقف الفرن القوس الكهربائي. كما يتم شحن الـ (DRI) خلال السلة التي يتم شحنها بالفرن في بداية إنتاج الصبة. جدير بالذكر أن استخدام الـ (DRI) كمصدر للحديد في صناعة الصلب له الكثير من المزايا، كفارق السعر عن الخردة؛ وسهولة تغذيته في الفرن بصورة مستمرة، بما يوفر زمن فتح وغلق الفرن أثناء الشحن (مقارنة بشحن الخردة بالسلات)، وكذلك الفقد الحراري الناتج عن ذلك، وكذلك التحكم والمعرفة الدقيقة للتركيب الكيميائي والخواص الفيزيائية للشحنة، ولكن على الجانب الآخر له بعض العيوب؛ والتي من أهمها احتواؤه على الشوائب والمركبات الأكسيدية (كالكبريت والفسفور وأكسيد السليكون والمنجنيز وغيرها)؛ والتي يطلق عليها الـ (Gangue Materials) الأمر الذي يسبب مشاكل كبيرة منها زيادة الطاقة المستهلكة في صهر هذه المكونات، بالإضافة إلى الضرر الناشئ عن وجود هذه المكونات على حراريات الأفران والبواتق.

#### الاعتبارات التي يجب مراعاتها عند تغذية الفرن بالـ DRI
• أفضل موضع يتم تغذية الـDRI من خلاله هو منتصف الدائرة المارة بمراكز الإلكترودات الثلاثة.
• أثناء عملية التغذية بالـ DRI، يتم التشغيل على جهد كهربائي منخفض وتيار كهربائي عالي، وهذا يعطي ما يسمى بالقوس الكهربائي القصير.
• فرصة اشتعاله تكون كبيرة، ولذا فإن معظم أنظمة مناولة الـ DRI كالسيور وغيرها، تكون مزوده بأنظمة مكافحة الحرائق.

## تطور الإنتاج
كان تصنيع الصلب خلال الستينات من القرن الماضي المحرك الذي تقوم عليه الصناعات الأخرى، وكان في نفس الوقت سوقا رائجة للعمالة والتوظيف. ثم بدأ تراجع عدد العاملين في هذا المضمار خلال السبعينيات بسبب تطوير وسائل الإنتاج. ونظرا لعدة أزمات في البلاد المختلفة في إنتاج الحديد الخام والفحم الحجري فقد لجأت عدة دول إلى تحسين تلك الصناعة عن طريق تحسين تكنولوجيا الإنتاج وخفض عدد العاملين والتركيز على بعض مناطق الإنتاج المجدية، والتخلي عن أحرى، وكان ذلك مصحوبا بأن فقد كثير من العاملين في هذا القطاع عملهم.
عمل هذا التغيير على تغير أوضاع عديدة في مناطق إنتاج الحديد. وكانت شدة التغيير وتأثيراتها تتفاوت من بلد إلى بلد من حيث مما دعى الحكومات إلى التوفيق بين كمية الإنتاج وتبعات فقد بعض الناس عملهم. وعلى سبيل المثال فقد انخفض عدد العاملين أثناء حكومة مارغريت ثاتشر في المملكة المتحدة إلى حد بعيد، هذا رغم اعتراض اتحادات العمال. وفي ألمانيا عملت الحكومة على تعضيد ذلك القطاع الصناعي وعلى الأخص دعم إنتاج الفحم الحجري وهو مرتبط بإنتاج الصلب ومعاونة من فقد عمله على احتراف وظائف أخرى وتقديم برامج التدريب لهم. بذلك خفت وطأة التغير على العمال في ذلك الحين.
وبعد تلك الفترة وصعوبة تحسين إنتاجية العامل، أصبحت تُنتج كمية أكبر من الحديد الصلب بعدد أقل من العمال وتحسنت اقتصادية تلك الصناعة. والاتجاه نحو إنتاج الأنواع القيمة من هذه الثروة المعدنية التي هي قوام البلاد المتقدمة.

## أنواع الحديد الصلب
يتبع تصنيف الحديد الصلب طبقا لطرق استخدامه وإمكانيات استغلاله:
- الصلب البنائي - ويستخدم في بناء الآلات وهو سهل التشكيل، يمكن لحامه بسهولة ويسهل صهره وصبه، وهو في نفس الوقت زهيد السعر.
- الصلب الآلي - وهو يحتوي على نسبة أعلى من سابقه من الكبريت ليتحمل التشغيل، وهو يستخدم في آلات إنتاج الأدوات آليا بدون الحاجة إلى رقابة العامل.
- صلب التقوية - وهو المستخدم مع الخرسانة في البناء، يتميز بقدرة عالية على تحمل الاثقال والحمولات، كما يتحمل الشد.
- صلب الأدوات - وهو يستخدم لأنتاج القطع الصغيرة التي تتحمل الأجواء الرطبة، وتستخدم أيضا في الأجزاء المتحركة.
- صلب اللولب - هذا النوع يحتوي على نسبة عالية من السيليكون تزيد من مرونته، كما يخلط به أحيانا عنصر الكروم (Cr).
- صلب غير قابل للصدأ - يوجد كنوع فريمغناطيسي وأوستيني ومارتنسيتي ودوبلكس. ويحضر الفريمغناطيسي عن طريق خلطه 5 و10 % من عنصر الكروم. أما النوع الأوستيني فهو سبيكة الحديد والكروم والنيكل، وذلك النوع الأوستيني لا تظهر له مغناطيسية في درجة حرارة الغرفة.
- صلب نتروجيني - يحتوي على نسبة من النتروجين تصنع منه أجزاء تتعرض للحركة الدائمة، مثل المكابس وأذرعتها.
- صلب مقاوم للإحماض - يصل الصلب المحتوي على نسبة 17% من الكروم على الأقل على خاصية مقاومة الأحماض، وهو يقاوم أيضا المحاليل القلوية، ويستخدم في صناعة الزجاجات الحديدية التي تحوي موادا للتنظيف وغيرها.
- صلب الإنشاءات - يتميز بقدرة عالية على التحمل.
- الصلب المطاوع - وهي مجموعة من أنواع الصلب التي تتحمل الشد والثني والتشكيل، وهي أنواع مطاوعة طرية يمكن مطها إلى أطوال بلا حدود تقريبا.
- صلب فولاذ - وتصنع منه التروس وغيرها.
- صلب الأدوات الصناعية - وهو الصلب الذي تصنع منه أدوات التصنيع وكذلك قوالب الصب،
  - ومنه نوع:

HSS 10-4-3-10 → يحتوي على 10% تنجستن، 4% موليبدنوم 3% فاناديوم، 10% الكوبلت وهو صلب يستعمل لصناعة السكين،
- - الصلب الدمشقي - وهو صلب شديد الصلابة ومرن، يستخدم في صناعة السيوف والخناجر والسكاكين القيمة وما يشبهها. وهو يتكون من عدة سبائك متماسكة تحضر باللحام الحراري والطرق. ويمكن بعد تجهيزه وتلميعه ظهور تكويناته الداخلية المتطابقة، وهي تعتبر زخرفا جميلا بالإضافة إلى شدة صلابته ومرونته.

## تاريخ صناعة الصلب

### الصلب قديمًا
كانت صهر الحديد معروفًا في العصور القديمة، باستخدام أفران بدائية ولكنها كانت تنتج حديدًا غنيًا بالكربون. يعد أقدم اكتشاف للصلب على هيئة قطع من المشغولات الحديدية في أحد المواقع الأثرية في الأناضول عمرها نحو 4,000 سنة. كما اكتشف قطع من الصلب القديمة في شرق أفريقيا، والتي يعود تاريخها إلى 1,400 ق.م. بدأ تصنيع الأسلحة من الصلب في القرن الرابع قبل الميلاد في شبه الجزيرة الأيبيرية، كما إستخدمه الرومان في زمن الجمهورية الرومانية. بينما تمكن الصينيون القدماء في عصر الإمارات المتحاربة (403 ق.م - 221 ق.م) من إنتاج أسلحة من الصلب المقسى، وفي عصر سلالة هان (202 ق.م - 220 م)، أنتج الصينيون صلباً بدائياً يحتوي على نسبة عالية من الكربون عن طريق صهر الحديد الزهر مع الحديد الخام، وذلك بحلول القرن الأول الميلادي.

## خامات الصلب
ورغم أن الطبقة الأرضية تحتوي عل نحو 5 % من الحديد إلا أن الاستهلاك العالمي من مواد الصلب لا تكفي الإنتاج الصناعي. فخلال النصف الثاني من عام 2003 بدأ نقص كبير يظهر من ناحية أمدادات الصلب بسبب الحاجة المتزايدة للصين لبناء اقتصادياتها التي تنمو بسرعة عظيمة. وكذلك زاد الاسهلاك في دول مثل الهند والبرازيل. ويتزايد استخدام الصلب في الصين مثلا في السنوات الأخيرة بمعدل سنوي يزيد عن الاستهلاك الكلي لبلد صناعية كبيرة مثل ألمانيا.
لذلك أصبح إنتاج الخام منه أقل من الحاجة. كما يوجد في نفس الوقت عجز في إنتاج الفحم الحجري الضروري لإنتاج الصلب، ويستخدم النفط أيضا في إنتاج الطاقة اللازمة لتصنيعه، كما يعاد تدوير الصلب ومواد أخرى. عملت كل تلك العوامل على ارتفاع سعر الصلب ومنتجاته في الأسواق العالمية. وحاليا الصلب قليل الوجود وأسعاره مرتفعة ولا يوجد على الأفق ما يبشر بتجلي الأمور في هذا الشأن. ولإكتفاءالأسواق لابد من فتح مناجم جديدة لاستخراج الحديد الخام. ولكن عملت الأزمة الاقتصادية التي بدأت عام 2007 على خفض أسعار الصلب في السوق العالمي، ولكن ذلك مقرون بالحالة الاقتصادية المتأزمة في الوقت الحاضر.

## مواد بديلة
يستخدم الصلب كثيرا في صناعة السيارات وتنافسه مواد أخرى قليلة الكثافة مثل الالمنيوم والمغنيسيوم والبلاستيك ومواد تركيب. ونظرا لكون المواد الأخرى أقل صلابة من الحديد الصلب، فيمكن استخدامها بدلا عن استخدام الصلب في النواحي التي لا تحتاج مواد شديدة الصلابة.
وتتميز المواد التركيبية أيضا بصلابة لا يستهان بها ولها معاملات جيدة للشد والثني في اتجاه الألياف، ولكن تكوينها وطرق تصنيعها تختلف تماما عن طرق الصناعة المعتمدة لصناعة الصلب.
كما طبق في الفترة الأخيرة (2013) استخدام ألياف الكربون لصناعة هياكل بعض السيارات.
حرقه.
واستطاع بنيامين هنتسمان في إنجلترا عام 1740 بصهر الحديد وتحضير حديد الصب بطريقة البوتقة. كما قام في ألمانيا فريدريك كروب عام 1811 بتأسيس أول مصنع لتحضير حديد الصب في مدينة إسن. وقد أعطى ذلك طفرة كبيرة في إنتاج الحديد للقرن التاسع عشر، وظهور عدة اختراعات ساعدت على زيادة تصنيعه: قدمت الآلات البخارية إلى صناعة الصلب العمالة القوية، كما قدمت مناجم الفحم الفحم اللازم لصناعته، والسكك الحديدية وتطويرها، وكذلك السفن البخارية، كل تلك تستخدم منتجات الصلب والتي هي سوق رائجة.
وكانت لصناعة الصلب في جميع البلدان اهمية كبرى من الوجهة الاقتصادية ولها أهميتها السياسية، حيث اعتبرت من مفاخر الدولة بين الأمم. ويبدو اهمية الصلب آنذاك في بناء برج إيفل حيث افتتح بمناسبة المعرض العالمي عام 1889 كأحد دعائم التقدم التكنولوجي.
ونشأت في ألمانيا عام 1935 برامج تسليح كبيرة وكان الحديد الصلب مادة الحرب. فكان الهجوم على النرويج والسويد بغرض الحصول على مصادر للحديد حيث كان الصلب المنتج في السويد يعد من أحسن الأنواع. وخلال الحرب قام الحلفاء بضرب مناطق إنتاج الصلب في ألمانيا في منطقة الرهر وهي من أكبر مناطق إنتاج الصلب في أوروبا في غارات جوية متواصلة رغم كل ما كانوا يتكبدوه من خسائر كبيرة في القاذفات والبشر.
وحتى نهاية الحرب العالمية الثانية فلم يتدمر منها سوى نحو 20 % من مناطق الإنتاج. وفي عام 1957 عاد إنتاج الصلب إلى كميته قبل الحرب وهي 16 مليون طن سنويا.
وقد فضت معاهدة بوتسدام بين الحلفاء وألمانيا المنهزمة بفك مصانع إنتاج الصلب في ألمانيا. وذهب جزء من تلك المصانع إلى الاتحاد السوفييتي حيث استخدمته في إعادة بناء أراضيها بعد الحرب. وفي الجزء الغربي من ألمانيا بدأ احتجاج شديد على فك المصانع، وفي عام 1949 كف الخلافاء عن فك مصانع الصلب في ألمانيا. وعكف اهتمام الحلفاء فقط على تفتيت الروابط بين المصانع، وتصغير الاتحادات العمالية بحيث لا يكون هناك احتكار للسوق.

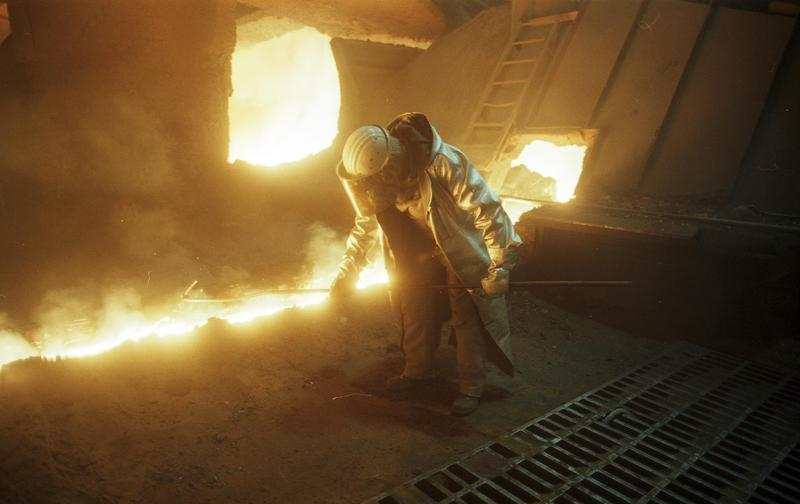
Arbeiter am Hochofen

ومن اجل الرقابة على إنتاج الحديد في ألمانيا قدمت فرنسا عام 1952 اقتراح إنشاء اتحاد الحديد والفحم بين البلدين، ومن ذلك الاتحاد تطور فيما بعد الاتحاد الأوروبي. بعد ذلك تطورت صناعة الصلب في ألمانيا الاتحادية تطورا كبيرا وسريعا.و وصل إنتاج عام 1961 إلى 33 مليون طن وعدد العاملين نحو 421.000 شخص، وهذا رقم عالي بالنسبة لإنتاجية الفرد. وسجلت مليون طن من الصلب. عام 1974 رقما قياسيا في أنتاج الصلب حيث قامت بإنتاج نحو 53 مليون طن من الحديد الصلب.
ويعمل في قطاع الحديد الصلب حاليا في ألمانيا بعد اتحاد شطريها الشرقي والغربي 76.500 شخص، ينتجون 35 مليون طن من الصلب (بحسب إحصاء 2008). ولم تتمكن ألمانيا من هذه الإنتاجية العالية وبعدد يعتبر قليل من العاملين إلا بالتطوير المستمر لطرق الإنتاج.

## الصلب والبيئة
يعتبر الحديد الصلب من وجهة البيئة مادة غاية في التقدير حيث يمكن تدويره من الصلب المستهلك بدون فقد في الكفاءة وعدة مرات، حيث يصهر ويعاد كحديد صلب للتصنيع والاستخدام.
ولكن إنتاجه من خام الحديد يستهلك طاقة كبيرة حيث يحتاج إلى درجات حرارة تصل إلى نحو 1500 درجة مئوية. وأثناء تحضيره يخرج من الفرن العالي غاز ثاني أكسيد الكربون CO2 حيث يلزم لإنتاج الصلب كمية معينة من الفحم الحجري. وتبلغ كميات الفحم التي تستخدم في الأفران العالية في النمسا وألمانيا الآن إلى الحد الأدنى من الوجهة التكنولوجية. وابتكرت منذ سنوات عديدة طرق جديدة لإنتاج الحديد ن ومنها ما يطبق في الإنتاج الصناعي الحالي وهي تعتمد على الكربون منها أول أكسيد الكربون الذي يستخدم كمادة نهائية لاختزال الحديد. وبذلك تعمل تلك الطرق التكنولوجية الجديدة على المحافظة على البيئة عن طريق تخفيض إنتاج غاز ثاني أكسيد الكربون. إلا أن كفاءة تلك الطرق لخفض كمية ثاني أكسيد الكربون تصل حاليا إلى نحو 50 % فقط.
ومن جهة احرى فإن مادة الحديد الصلب نفسها غير ضارة للبيئة وليست ضارة للإنسان أو الحيوان، ولا تحتاج عند استخدامها أو التخلص منها لأي احتياطات تأمين من وجهة المحافظة على البيئة.

## قائمة أكبر البلدان المنتجة للصلب لعام 2011
1. الصين 683.3 مليون طن
2. اليابان 107.6 مليون طن
3. الولايات المتحدة 86.2 مليون طن
4. الهند 72.2 مليون طن
5. روسيا 68.7 مليون طن
6. كوريا الجنوبية 68.5 مليون طن
7. ألمانيا 44.3 مليون طن
8. أوكرانيا 35.3 مليون طن
9. البرازيل 35.2 مليون طن
10. تركيا 34.1 مليون طن
11. إيطاليا 28.7 مليون طن
12. تايوان 22.7 مليون طن
13. المكسيك 18.1 مليون طن
14. فرنسا 15.8 مليون طن
15. إسبانيا 15.6 مليون طن
16. كندا 13.1 مليون طن
17. إيران 13.0 مليون طن
18. المملكة المتحدة 9.5 مليون طن

## وصلات خارجية
- الاتحاد العالمي للصلب
- المعهد العالمي للفحم